# Arvingarna
Gli Arvingarna sono un gruppo musicale di genere dansband svedese fondato nel 1989 a Göteborg.
Hanno rappresentato la Svezia all'Eurovision Song Contest 1993 con il brano Eloise.

## Storia
Formatosi nel comune di Partille nel 1989, tutti i membri del gruppo avevano già avuto esperienza in precedenti ensemble musicali di genere hard rock senza grandi successi. Il nome del gruppo (in italiano: Eredi) richiama il fatto che i membri sono figli di artisti che hanno suonato in gruppi musicali di genere dansband, come gli Streaplers e i Flamingokvintetten. Gli Arvingarna suonano invece una musica più orientata al pop e al rock, e sono stati anche descritti dalla critica come una boy band.
Nel 1993 hanno vinto il Melodifestivalen, diventando di diritto i rappresentanti svedesi all'Eurovision Song Contest a Millstreet, con il brano Eloise. Nel maggio successivo, gli Arvingarna si sono esibiti per tredicesimi nella finale eurovisiva, dove si sono piazzati al 7º posto su 25 partecipanti con 89 punti totalizzati. Nello stesso anno il loro album di debutto Coola killar è stato ricompensato col Grammis,i principali riconoscimenti musicali in Svezia, al miglior album.
Il gruppo ha successivamente partecipato al Melodifestivalen in altre sei occasioni (1995, 1999, 2002, 2019, 2021 e 2025), senza però replicare il medesimo successo del loro primo tentativo. 
A partire dagli anni 2000, il gruppo ha iniziato a esibirsi sempre più spesso in sale da concerto e in spettacoli all'interno dei locali, esibendosi davanti a un pubblico seduto, piuttosto che fare tournée tra stadi e palazzetti. Nel febbraio 2020, gli Arvingarna hanno ricevuto un Grammis al "Gruppo dell'anno".

## Formazione
- Casper Janebrink (voce e basso)
- Lars Larsson (voce e tastiera)
- Kim Carlsson (voce e chitarra)
- Tommy Carlsson (voce e batterie)

## Discografia
- 1992 – Coola killar
- 1993 – Eloise
- 1994 – Tjejer
- 1995 – För alltid
- 1996 – Då & nu
- 1997 – Nya spår
- 1998 – Airplane
- 1999 – Lime
- 2001 – Diamanter
- 2002 – Collection
- 2005 – 8
- 2007 – All Included
- 2009 – Underbart